# Mattar
Mattar, właśc. Antônio Mattar Neto (ur. 24 listopada 1944 w São Paulo) – piłkarz brazylijski, występujący na pozycji napastnika.

## Kariera klubowa
W czasie kariery piłkarskiej Mattar grał w klubie Comercial Ribeirão Preto.

## Kariera reprezentacyjna
W 1964 roku Mattar uczestniczył w Igrzyskach Olimpijskich w Tokio. Na turnieju Mattar był podstawowym zawodnikiem i wystąpił w dwóch meczach grupowych reprezentacji Brazylii z Koreą Południową i Czechosłowacją.